# WIPI
WIPI（/ˈwɪpi/；韓語發音：[wipʰi]），Wireless Internet Platform for Interoperability，中译：無線互聯網交互平台），為一個曾在南韓實行，確保不同製造商或运营商所生產、販賣的手機能兼容並運行同一款應用程式的中間件平台。雖然WIPI平台容許用戶下載、執行預先編譯過的程式，但大部分WIPI程式都是用Java所编写。
該標準是由韩国无线网络标准论坛（KWISF）的Mobile Platform Special Subcommittee子委員會所創立。南韓政府在2009年4月前曾要求在該國內發售的所有手提電話包含WIPI平台以避免手機廠商間的無序競爭，但此要求已在2009年4月被撤銷。

## 相關網站
- WIPI論壇 的网络存档（英文）